# Mehrwert (Einzelhandel)
Die SB "mehrWert" GmbH & Co. KG war eine deutsche SB-Warenhauskette, die 1967 von Erich Wolf gegründet wurde und ihren Sitz in Oststeinbek hatte. Das Unternehmen, dessen Standorte als mehr Wert bzw. mehrWert flaggten, meldete 1976 Insolvenz an und wurde im selben Jahr zerschlagen.

## Geschichte
Der erste Markt der Kette eröffnete am 26. September 1967 in Bremen, mit einer Nutzfläche von 5800 Quadratmetern, ein zweiter Markt folgte am 19. Oktober 1967 in Hamburg, mit einer Nutzfläche von 7200 Quadratmetern. Da bereits zu dem Zeitpunkt die Umsatzziele übertroffen wurden, waren kurzfristig drei weitere Standorte geplant, langfristig bis zu zehn. In Märkten der Kette, die sich im Rheinland und Norddeutschland befanden, wurden rund 75.000 Artikel verkauft, das größte SB-Warenhaus befand sich mit 16.000 Quadratmetern Fläche am Hauptsitz in Oststeinbek. Insgesamt betrieb das Unternehmen, das bis zur Insolvenz als drittgrößte SB-Warenhauskette der Bundesrepublik galt, 18 Standorte sowie drei Läger und beschäftigte 3500 Menschen. Im Geschäftsjahr 1975 belief sich der Umsatz auf 750 Millionen Mark. Noch am 5. August 1976 sprach man davon im laufenden Geschäftsjahr 810 bis 820 Millionen Mark, mit Tochtergesellschaften sogar 940 Millionen Mark umsetzen zu wollen.
Kurz darauf wurde jedoch bekannt, dass das Unternehmen mit mehr als 100 Millionen Mark hoch verschuldet war. Ein Bankenkonsortium, das dem Unternehmen zuvor mehrere Kredite billigte, versuchte mit einem Rettungskonzept die Insolvenz abzuwenden. So stellte die Geschäftsführung des Unternehmens am 6. August 1976 beim Amtsgericht Ahrensburg den Antrag auf Eröffnung eines Vergleichsverfahrens. Lieferanten, die Waren geliefert hatten, deren Rechnungen aber nicht bezahlt wurden, holten sich ihre Ware aus den Märkten zurück. Da rund 200 der insgesamt gut 4000 Lieferanten versichert waren, wurden alleine die Lieferantenforderungen auf mindestens 20 Millionen Mark geschätzt. Am 9. August 1976 fand eine Betriebsversammlung statt. Problematisch war auch der Warenbestand, der bis zum 10. August 1976 erfasst wurde. So belief sich der Warenwert im Jahr 1975 auf 200 Millionen Mark, zum Stichtag 30. April 1976 war er weniger als halb so hoch. Als weiteres Problem kam hinzu, dass gut 45 Prozent der Einkäufe über die Tochtergesellschaft Der neue Ring GmbH & Co. KG abgewickelt wurden. Das Tochterunternehmen verkaufte die Waren jedoch ohne Eigentumsvorbehalt weiter. Es wurde mit Joachim Kilger ein Treuhänder eingesetzt. Dieser warb bei den Lieferanten für eine Einrichtung eines Lieferantenpools. Warenbestände des Unternehmens sollten verwertet werden, um Forderungen der Lieferanten mit dem Erlös der Warenverwertung eines separaten Pool-Kontos ausgleichen zu können. Eine erste Gläubigerversammlung mit 1500 Lieferanten fand am 19. August 1976 im Congress Centrum Hamburg statt. Einen Tag nach der Versammlung hatten sich rund 300 aller Lieferanten für die Pool-Lösung entschieden. Andere versuchten weiterhin Ware aus den Standorten zurückzuholen, weshalb dort teilweise Polizeischutz oder die Beauftragung von privaten Sicherheitsdiensten vonnöten war. Am 26. August 1976 wurde schließlich bekannt, dass Lieferanten vor das Landgericht Hamburg gingen, um ihre Forderung durchsetzen zu können.
Neben Problemen mit den Lieferanten und ihren Forderungen war ebenso die Lohnfortzahlung der Mitarbeiter fraglich. Hintergrund war, dass nur bei Gründung des Lieferantenpools das Konkursausfallgeld als Ersatzleistung für den Monat August gezahlt werden könne. Nach Gründung wollte die Dresdner Bank sofort mit der Auszahlung beginnen. Am 21. August 1976 gaben jedoch die Deutsche Angestellten-Gewerkschaft und die Betriebsräte der Standorte bekannt, dass die Gehaltszahlung der Mitarbeiter für August nicht abschließend gesichert sei. Die DAG gab zu Protokoll möglicherweise für das Konkursausfallgeld in Vorleistung zu gehen, sofern dies möglich sei. Am 24. August 1976 konnte man eine Einigung erzielen, alle Mitarbeiter erhielten für den Monat das volle Gehalt. Mitarbeiter, die über die Tochtergesellschaft Der neue Ring beschäftigt wurden, erhielten ihr Gehalt über die DAG. Ein zuvor vom Gesamt-Betriebsrat ausgehandelter Sozialplan wurde seitens der Geschäftsführung bzw. des Treuhänders abgelehnt. Die DAG wollte daraufhin vor dem Arbeitsgericht Lübeck eine Feststellung zur Aufstellung eines Sozialplans erwirken.
Im Zuge der Zerschlagung wurden die Standorte weiterverkauft bzw. an andere Einzelhandelsunternehmen vermietet. Der Standort in Düsseldorf-Reisholz wurde von der Edeka, die SB-Warenhäuser in Neumünster und der Hamburger Dorotheenstraße (letzteres mit allen 150 Mitarbeitern zum 1. Oktober 1976) von der Rewe, der Markt in Ratingen von einem anderen Einzelhandelsunternehmen übernommen. An Übernahmen war u. a. auch Schaper interessiert. Am 19. August 1976 bestätigte Wertkauf, das Verwaltungsgebäude und den Markt in Oststeinbek übernehmen und auf Wertkauf umflaggen zu wollen. Zuvor hatte sich die Big Bär Warenhandels GmbH & Co. KG gemeinsam mit einer Einzelhandelskette bemüht, die drei in und um Hamburg existierenden Standorte gesammelt zu übernehmen. Zusätzlich war man an den Standorten in Rendsburg und Uelzen interessiert. Die SB-Warenhauskette divi, zum damalige Zeitpunkt Tochter der Deutsche SB-Kauf, übernahm den Standort in Hamburg-Lurup und eröffnete am 4. September 1976 neu. Es wurden alle Mitarbeiter übernommen, die Arbeitsverträge aller 250 Beschäftigten innerhalb von drei Tagen geschlossen. Der Treuhänder von mehrWert, Joachim Kilger, wollte zuvor eine einstweilige Verfügung gegen die geplante Eröffnung erwirken, die vom Landgericht Hamburg jedoch abgewiesen wurde. Kilger ging die Entscheidung in Berufung, da es sich seiner Ansicht nach um Diebstahl handelt, wenn divi Waren von mehrWert verkaufe. Ein Großteil der Lieferanten war jedoch im Vorfeld mit dem Verkauf von mehrWert-Waren durch divi einverstanden.
Am 1. September 1976 wurde ein Konkursverfahren zur Gesellschaft Neue Ring Handelsgesellschaft mbH & Co., Einkaufsgesellschaft und Einkaufskontor KG vom Amtsgericht Ahrensburg eröffnet. Das Unternehmen gehörte zu mehrWert und war dort für den Einkauf zuständig. Vom Treuhänder ging am 6. September 1976 beim selbigen Amtsgericht ein Gutachten zu mehrWert selbst ein. Entschieden werden sollte demnach über den Konkursantrag. Als eine Voraussetzung sah Kilger ein Ausverkauf der Warenbeständen in den restlichen 17 SB-Warenhäusern. Um diesen durchführen zu können, bedurfte es einer Zustimmung des größten Anteils der Lieferanten. Nach deren Zustimmung fand zwischen dem 16. und dem 25. September 1976 der Ausverkauf, bei dem Artikel zwischen 10 und 50 Prozent reduziert wurden, statt, wobei die meisten Filialen bereits am 24. September 1976, als alles ausverkauft war, schlossen. Allein am Standort in Oststeinbek waren am ersten Tag gut 50000 Menschen vor Ort, um Schnäppchen zu ergattern. Mit einem Großaufgebot versuchte die Polizei am Standort in Hamburg-Winterhude die Lage im Griff zu behalten. Am 13. November 1976 verkündete der Treuhänder die deutliche Diskrepanz zwischen Soll und Haben, die u. a. die Forderungen von Lieferanten betrafen. Als Hintergrund vermutete Kilger die systematische Inventurfälschung über mehrere Jahre hinweg.
1980 standen mehrere hochrangige Mitarbeiter von mehrWert, darunter der Gründer Erich Wolf, wegen Urkundenfälschung, Betrugs und anderer Anklagepunkte vor Gericht. Wolf war zuvor mit seiner Frau nach Brasilien geflüchtet, dort aber 1978 aufgrund einer Interpol-Fahndung verhaftet worden.

## Trivia
Das Unternehmen warb bei den Kunden mit dem Slogan „Nur umsonst ist billiger“.